# 沙特瓦尔德
沙特瓦尔德是奥地利蒂罗尔州罗伊特县的一个市镇。总面积16.1平方公里，总人口424人，人口密度26.3人/平方公里（2005年）。